# Кубок Швейцарії з футболу 1925—1926
Перший розіграш Кубка Швейцарії з футболу, що проводився з 6 вересня 1925 по 11 квітня 1926 року.

## Перший раунд
| Команда 1                | Рахунок | Команда 2         |
| ------------------------ | ------- | ----------------- |
| 06.09.1925               |         |                   |
| Беллінцона               | 1:0     | Цюрхер БК         |
| Делемон                  | 3:0     | КАА Женева        |
| Фройнфельд               | 3:2     | К'яссо            |
| Горґен                   | 2:0     | Генгг             |
| Кіккерс Люцерн           | 5:0     | Волен             |
| Мадреш                   | 0:2     | Ла-Локль          |
| Вінтертгюрер Шпортверайн | 6:1     | Лангенталь        |
| Ерлікон Цюрих            | 2:1     | Ноймюнштер Цюрих  |
| Сігнал Лозанна           | 2:0     | Конкордія Івердон |
| Стад Ньйон               | 7:2     | Расінг Лозанна    |
| Вікторія Берн            | 0:5     | Форвард Могрес    |

## 1/32 фіналу
| Команда 1            | Рахунок | Команда 2                |
| -------------------- | ------- | ------------------------ |
| 04.10.1925           |         |                          |
| Брайте Базель        | 4:3     | Бухс                     |
| Монте                | 0:7     | Ксамакс                  |
| Етуаль Каруж         | 0:1     | Янг Бойз                 |
| Гельветія Базель     | 3:4     | Блек Старз (Базель)      |
| Ерлікон Цюрих        | 1:4     | Аарау                    |
| Базель               | 8:1     | Горґен                   |
| Грассгоппер          | 4:2     | Вінтертур                |
| Стад Ньйон           | 5:3     | Централ Фрібур           |
| Біберіст-Дарендінґен | 6:3     | Серкль Б’єнн             |
| Серветт Женева       | 7:0     | Сент-Жан Женева          |
| Лозанна              | 9:1     | Фрібур                   |
| Золотурн             | 3:1     | Гренхен                  |
| Монтро-Спортс        | 2:4     | Берн                     |
| Орбе                 | 0:7     | Ла Шо-де-Фон             |
| Веве                 | 0:2     | Форвард Могрес           |
| Зегрінгія Берн       | 1:3     | Сігнал Лозанна           |
| Делемон              | 0:7     | Ла-Локль                 |
| Діана Цюрих          | 1:6     | Блю Старз Цюрих          |
| Ольтен               | 0:1     | Олд Бойз                 |
| Етуаль Ла Шо-де-Фон  | 6:1     | Мінерва Берн             |
| Тесс                 | 1:3     | Санкт-Галлен             |
| Баден                | 0:3     | Люцерн                   |
| Біль-Б'єнн           | 3:0     | Уранія Женева Спорт      |
| Шафгаузен-Спарта     | 2:1     | Янг Фелловз Цюрих        |
| Вельтгайм            | 6:1     | Балльшпіельклуб Цюрих    |
| Конкордія Базель     | 17:10   | Кройцлінген-Еммісгофен   |
| Кіккерс Люцерн       | 2:0     | Цуг                      |
| Нордштерн Базель     | 17:10   | Фройнфельд               |
| Брюль Санкт-Галлен   | 5:0     | Сіріус Цюрих             |
| Лугано               | 10:30   | Арбон                    |
| Лісталь              | 3:1     | Вінтертгюрер Шпортверайн |
| Романсгорн           | 2:2     | Цюрих                    |

### Перегравання
| Команда 1  | Рахунок | Команда 2  |
| ---------- | ------- | ---------- |
| 18.10.1925 |         |            |
| Цюрих      | 7:2     | Романсгорн |

## 1/16 фіналу
| Команда 1           | Рахунок     | Команда 2            |
| ------------------- | ----------- | -------------------- |
| 01.11.1925          |             |                      |
| Базель              | 1:1 (жереб) | Аарау                |
| Берн                | 2:1         | Стад Ньйон           |
| Блек Старз (Базель) | 0:4         | Грассгоппер          |
| Блю Старз Цюрих     | 3:2         | Шафгаузен-Спарта     |
| Брайте Базель       | 0:6         | Брюль Санкт-Галлен   |
| Олд Бойз            | 4:6         | Санкт-Галлен         |
| Ксамакс             | 1:5         | Янг Бойз             |
| Кіккерс Люцерн      | 0:3         | Нордштерн Базель     |
| Ла Шо-де-Фон        | 2:1         | Біберіст-Дарендінґен |
| Ла-Локль            | 0:1         | Біль-Б'єнн           |
| Лісталь             | 1:6         | Лугано               |
| Люцерн              | 1:2 (д.ч)   | Конкордія Базель     |
| Серветт Женева      | 5:2         | Лозанна              |
| Сігнал Лозанна      | 2:0         | Форвард Могрес       |
| Золотурн            | 0:1         | Етуаль Ла Шо-де-Фон  |
| Цюрих               | 8:1         | Вельтгайм            |

## 1/8 фіналу
| Команда 1          | Рахунок | Команда 2           |
| ------------------ | ------- | ------------------- |
| 06.12.1925         |         |                     |
| Біль-Б'єнн         | 2:0     | Етуаль Ла Шо-де-Фон |
| Блю Старз Цюрих    | 3:2     | Аарау               |
| Лугано             | 2:1     | Нордштерн Базель    |
| Сігнал Лозанна     | 0:2     | Серветт Женева      |
| Цюрих              | 2:3     | Грассгоппер         |
| 13.12.1925         |         |                     |
| Санкт-Галлен       | 2:4     | Ла Шо-де-Фон        |
| 20.12.1925         |         |                     |
| Брюль Санкт-Галлен | 8:1     | Конкордія Базель    |
| 03.01.1926         |         |                     |
| Янг Бойз           | 1:3     | Берн                |

## Чвертьфінали
| Команда 1          | Рахунок | Команда 2       |
| ------------------ | ------- | --------------- |
| 8.02.1926          |         |                 |
| Біль-Б'єнн         | 2:6     | Грассгоппер     |
| Берн               | 2:0     | Блю Старз Цюрих |
| Брюль Санкт-Галлен | 2:3     | Серветт Женева  |
| Лугано             | 9:1     | Ла Шо-де-Фон    |

## Півфінали
| Команда 1      | Рахунок | Команда 2 |
| -------------- | ------- | --------- |
| 7.3.1926       |         |           |
| Грассгоппер    | 6:0     | Лугано    |
| Серветт Женева | 0:1     | Берн      |

| 7 березня 1926 |

| «Грассгоппер»                                                                       | 6:0 | «Лугано» |
| ----------------------------------------------------------------------------------- | --- | -------- |
| Франкенфельд 25' (пен.) 41' (пен.) Макс Абегглен 42' 60' М. Вайлер 76' Гонеггер 79' |     |          |

| «Гардтурм», Цюрих Глядачів: 3000 Арбітр: Юлес Рутшманн (Веве) |

- Грассгоппер: Бюглер, Церібелло, Де Век, де Лаваллаз, Нойєншвандер, Амьєт, Чиррен, Макс Вайлер, Гонеггер, Макс Абегглен, Франкенфельд.
- Лугано: Масполі, О.Поретті, Пешіні, Імгоф, Катторі, Бордолі, Беретта, Штюрценеггер, Вікарі III, А.Поретті, Фінк.

| 7 березня 1926 |

| «Серветт» | 0:1 | «Берн»       |
| --------- | --- | ------------ |
|           |     | Штемпфль 75' |

| Стад-де-Шарміль, Женева Глядачів: 5000 Арбітр: Фелікс Геррен (Базель) |

- Серветт: Шар, Келлермюллер, Фельман, Ріхард, Піхлер, Гезер, Зоннекс, Турлінг, Пасселло, Люти, Баї.
- Берн: Роббі, Шнеєбелі, Рамзеєр, Остервальдер, Шенк, Кірхнер, Кільхманн, Бранд, Мотта, Бюргіззер, Штемпфлі.

## Фінал
Фінальний матч був зіграний 11 квітня 1926 на стадіоні «Летцигрунд» у Цюриху.
| Команда 1   | Рахунок | Команда 2 |
| ----------- | ------- | --------- |
| Грассгоппер | 2:1     | Берн      |

| 11 квітня 1926 |

| «Грассгоппер»                  | 2:1      | «Берн»   |
| ------------------------------ | -------- | -------- |
| Гонеггер 15' Макс Абегглен 67' | протокол | Кюнг 83' |

| «Летцигрунд», Цюрих Глядачів: 9000 Арбітр: Едмонд Дізеранс (Лозанна) |

- Грасгоппер: Бюглер, Церібелло, Едмонд Де Век, Поль де Лаваллаз, Макс Нойєншвандер, Альфред Амьєт, Гастон Чиррен, Макс Вайлер, Гайнріх Гонеггер, Макс Абегглен, Еріх Франкенфельд. Тренер: Ізідор Кюршнер
- Берн: Роббі, Якуб Шнеєбелі, Рудольф Рамзеєр, Альберт Остервальдер, Шенк, Кірхнер, Кільхманн, Макс Бранд, Кюнг, Амрайн, Штемпфлі.